# Hundrede Aarsdagen for Chr. 9. Fødsel
Hundrede Aarsdagen for Chr. 9. Fødsel er en dansk dokumentarisk optagelse fra 1918 med ukendt instruktør.

## Handling
Roskilde 8. april 1918. Honoratiores, inklusiv regeringsmedlemmer, ankommer til Roskilde Station for at deltage i en mindehøjtidelighed for kong Christian 9.. Den Kongelige Livgarde marcherer i parade ved Roskilde Domkirke. Gæsterne ankommer til domkirken. Politikerne Klaus Berntsen og I.C. Christensen ses. Hundredvis af mennesker er mødt frem udenfor kirken og ved Stændertorvet. Kong Christian 10. kommer ud af domkirken og inspicerer livgarden og hilser på gæster, inden en bilkortege tager dem igennem Roskilde. Den Kongelige Livgarde marcherer gennem byen. Optagelserne er ikke i kronologisk rækkefølge.